# أديداس تانغو
كرة القدم اديداس تانغوا (بالإنجليزية: Adidas Tango)‏، الكرة الرسمية لكأس العالم 1978 التي أقيمت في الأرجنتين ، أنتجت من قبل شركة اديداس للأقشمة الرياضية، وهي أول كرة متعددة الألوان .
تم اختيار أسماء مختلفة لكرات تانغوا لتمييزها في تصميماتها المتعددة، والمسابقات التي تم استخدامها من أجلها، وحتى لو كانت كرات مطابقة رسمية أو كرات طبق الأصل. في عام 2011 ، قدمت أديداس كرة Tango 12 الجديدة ، ولكن بصرف النظر عن الاسم ، لا توجد أوجه تشابه معينة بين الكرة الجديدة وعائلة Adidas Tango القديمة.

## كرة ناتغوا دورلاست
تتكون كرة ناتغوا دورلاست لعام 1978 من عشرين قطعة سداسية متطابقة مع "ثلاثية" تخلق انطباعًا عن 12 دائرة حول شكل البنتاغون. صُنعت الكرة من الجلد الأصلي مع طلاء بلاستيكي لامع ومقاوم للماء.